# Цишнява
Цишнява, Закулявка (пол. Ciśniawa) — гірська річка в Польщі, у Суському повіті Малопольського воєводства. Права притока Бистжанки, (басейн Балтійського моря).

## Опис
Довжина річки 10,62 км, найкоротша відстань між витоком і гирлом — 8,07  км, коефіцієнт звивистості річки — 1,32 . Формується гірськими струмками.

## Розташування
Бере початок на південно-східних схилах гори Поліца (1369 м) на «Собачій Галявині» (ґміна Бистра-Сідзіна). Спочатку тече переважно на південний схід через парк «Ліс Кулявка», Вельку Поляну. Далі повертає на північний схід і тече через Загроди, Підлісну і на південно-західній стороні від Бистри-Підгалянської впадає у річку Бистжанку, ліву притоку Скави.